# Moise Csombe
Moise Csombe (Moïse Kapenda Tshombe, 1919. november 10. – 1969. június 29.) kongói politikus, 1960–1963 között a nyugati államok által támogatott szakadár Katangai Állam elnöke, bukása után 1964–65-ben a Kongói Köztársaság miniszterelnöke. Mobutu Sese Seko puccsa után menekülni kényszerült, 1967-ben gépét eltérítették, és Algériában bebörtönözték, ahol 1969-ben szívinfarktusban meghalt.

## Élete
A katangai Musumbában született Belga Kongóban, sikeres üzletember fiaként. Egy amerikai misszionárius iskolában tanult, majd könyvelőnek tanult tovább. Az 1950-es években egy katangai üzletlánc irányítását vette át, majd politizálni kezdett. Létrehozta a CONAKAT-ot, amely a független, föderális Kongó eszméjét támogatta.
1960 májusában pártja megszerezte a többséget a tartományi törvényhozásban, egy hónap múlva pedig kikiáltották Kongó függetlenségét, így Csombe a tartományi kormány elnöke lett. Mivel az ország elnökét, Patrice Lumumbát a Szovjetunió támogatta, a nyugati államok az ő ellenfeleit kezdték támogatni, kirobbantva a kongói válságot. Július 11-én Csombe kikiáltotta az ásványkincsekben gazdag Katanga függetlenségét, amihez segítséget kapott egy belga ejtőernyősezredtől is. Államát támogatta egy brit–belga érdekeltségű cég, a Union Minière du Haut Katanga is. Lumumba elnök az ENSZ beavatkozását kérte. Az ENSZ Biztonsági Tanácsa július 14-én kelt 143. számú határozatában felhatalmazta Dag Hammarskjöld főtitkárt, hogy minden lépést tegyen meg a katonai segítségnyújtáshoz, ami többek között az UNOC békefenntartó misszió létrehozását jelentette.
Miután többszöri BT felszólítás után a belga csapatok szeptemberben távoztak, Csombe európai és dél-afrikai zsoldosokat fogadott fel államának megvédésére, köztük Roger Trinquier volt francia ezredest, és segítségükkel képeztette ki hadseregét. 1961-re már mintegy kétezer külföldi irányította ötvenezer fős hadseregét. 1960-ban a szomszédos Kasai tartomány is kivált a Kongói Köztársaságból. Szeptemberben Joseph Kasavubu elnök alkotmányellenesen eltávolította Lumumbát a hatalomból, majd Joseph Mobutu vezérkari főnök pedig kiadta őt Csombénak. Európai zsoldosai előbb megkínozták, majd 1961. január 17-én kivégezték a bukott miniszterelnököt. 1961. február 21-én az ENSZ BT határozatában mély sajnálatát fejezte ki Lumumba halála miatt és felhatalmazta az UNOC-öt, hogy fegyveres erőt alkalmazzon a polgárháború megelőzése érdekében, ám zsoldosai ekkor még visszaverték az ENSZ-haderőt.
Korábbi nyugati támogatói lassan elpártoltak tőle, és Katanga függetlenségének végetvetése mellett foglaltak állást; Csombe ezt azonban megtagadta. A Biztonsági tanács 1962. november 24-én határozatban ítélte el a jogellenes elszakadási törekvéseket, felhatalmazást adott a külföldi zsoldosok letartóztatására és felszólított minden államot a fegyverszállítások beszüntetésére. Az ONUC ezután sikerrel vette fel a harcot Csombe csapataival, és 1963. január 15-én az ENSZ csapatok elfoglalták Katanga fővárosát, ami után menekülni kényszerült.
Spanyolországból 1964. június 27-én tért vissza Cyrille Adoula miniszterelnök hívására, július 10-én Kasavubu elnök kinevezte miniszterelnökké. A kongói válságban játszott szerepe ellenére a városokban népszerű volt, kinevezésének oka azonban vitás kérdés: egyes álláspontok szerint a nyugati hatalmak álltak mögötte, mások szerint pusztán belpolitikai okokra vezethető vissza. Augusztus 5-én a magukat szimbáknak nevező felkelők elfoglalták Stanleyville-t, egy hónapon belül pedig az ország mintegy felét. Csombe külföldi, főleg amerikai és belga segítséggel képes volt megfordítani a háborús helyzetet, a felkelők által fogságba ejtett nagyszámú külföldit pedig ejtőernyős akciókkal szabadították ki.
Kasavubu 1965 októberében leváltotta a miniszterelnöki posztról. Mobutu novemberben végrehajtott puccsa után ismét elmenekült az országból és visszatért Spanyolországba. Itt szervezkedni kezdett Mobutu ellen, zsoldosokat fogadva fel, és légierőt hozva létre. 1967 márciusában távollétében halálra ítélték. 1967-ben magánrepülőgépét eltérítették, és Algériában bebörtönözték, nem akarták azonban kiadni Kongónak, hogy végrehajthassák rajta a halálos ítéletet. 1969. június 29-én halt meg, hivatalosan szívrohamban.

## Emlékezete
Vámos Miklós Szoci kóla című novellájának hősét mindenki Csombénak hívja, mivel „hasonlított a puffadt afrikai politikusra”.